# منصب شاغر
منصب شاغر (بالإنجليزية: The Casual Vacancy)‏ هي رواية بقلم ج. ك. رولينج وهي أول رواية تنشر لها بعد سلسلة هاري بوتر. وقد قامت بنشر الرواية شركة ليتل براون أند كومباني في 27 أيلول، 2012، والرواية مؤلفة من 512 صفحة، وهي أول رواية لج. ك. رولينج موجهة للبالغين.